# Glen Edmunds
Pour les articles homonymes, voir Edmunds.
Glen Edmunds est un ancien pilote de rallyes kényan. 

## Biographie
Il possède une école de conduite automobile dans son pays, The Glen Edmunds Performance Driving School.
Pilote d'essai d'avant-courses de deux grands pilotes, il fut consultant au Safari Rally pour Tommi Mäkinen en 1995, et directeur de course aérien pour Richard Burns en 1996 (2e) et 1997 (vainqueur). 

## Palmarès
- Champion du Kenya de motocross: 1969;

Double vainqueur du Safari Rally (en championnat ARC):
- Vainqueur ARC du 51e Equator Rally Kenya (KCB Safari Rally) en 2003, sur Mitsubishi Lancer Evo VI  (et 1er du Groupe A) (copilote son compatriote Titch Phillips);
- Vainqueur ARC du 53e Equator Rally Kenya en 2005, sur Mitsubishi Lancer Evo VII (et 1er du Groupe N) (copilote son compatriote Des Page-Morris).

## Récompenses
- Pilote kényan de l'année: 2001.